# Smicridea acuminata
Smicridea acuminata är en nattsländeart som beskrevs av Oliver S. Flint Jr. 1974. Smicridea acuminata ingår i släktet Smicridea och familjen ryssjenattsländor. Inga underarter finns listade i Catalogue of Life.